# Гонсалвеш Фрейташ, Александре Энрике
Александре Энрике Гонсалвеш де Фрейташ (порт. Alexandre Henrique Gonçalves de Freitas; род. 27 августа 1991, Фуншал), известный как Алекс (порт. Alex) — португальский футболист, выступающий за футбольный клуб
«Кова да Пьедад», участвующий во второй лиге Португалии — Сегунда лиге. Играет на позиции крайнего полузащитника, вингера, левого нападающего. Кавалер Ордена Инфанта дона Энрике.

## Футбольная карьера
Алекс родился в Фуншале, Мадейра, где и начал свою карьеру в местном клубе «Насьонал». В 2005 году 14-летний футболист подписал контракт с «Порту», выступающий в высшей лиге Португалии — Примейра-лиге. Принимал участие в матчах молодёжной команды клуба. В течение своего единственного сезона в «Порту» Алекс привлекался для игр за основную команду в четырёх встречах: 17 октября 2009 г. он сыграл 20 минут против ФК «Сертаненс» в домашнем матче Кубка Португалии после выхода на замену, сменив Мариано Гонсалеса. «Порту» победил со счетом 4:0. Алекс также был на скамейке запасных в двух матчах Кубка лиги и домашнем победном матче с АПОЭЛ на групповом этапе Лиги чемпионов УЕФА.
Летом 2010 года Алекс подписал контракт с футбольным клубом «Санта-Клара» из второй португальской лиги. Сыграл 26 игр (19 из них в стартовом составе) в первый год своего пребывания в клубе с Азорских островов.
Свой первый гол за команду Алекс забил 22 октября 2011 года, реализовав пенальти, а также отдал голевую передачу в домашнем матче с Оливейренсе, завершившимся со счётом 2:1. В следующие выходные Алекс повторил свои достижения в матче с «Авеш», завершившимся со счётом 2:2.
3 июля 2013 года Алекс подписал четырехлетней контракт с футбольным клубом «Витория Гимарайнш».
Алекс сумел забить гол в своем дебютном матче в высшем дивизионе Португалии 4 апреля 2014 года, но команда потерпела домашнее поражение со счётом 1:3 от «Эшторил-Прая».
В течение третьего и четвертого сезонов в матчах участвовал редко, поэтому он был отдан в аренду до июня 2017 года в другую команду лиги — «Морейренсе». За время аренды сумел дважды отличиться забитыми мячами, в том числе и в победной игре (3:1) с «Порту», что позволило команде сохранить прописку в высшей лиге.
В межсезонье 2017 года Алекс впервые уехал за границу и подписал контракт с «Салернитаной» из итальянской Серии B. В следующее трансферное окно он был отдан в аренду в «Про Верчелли», выступающий в той же лиге.
С 2018 года играет в Португалии за команды второй лиги.

## Карьера в сборной
В 2009 году Алекс был в составе сборной Португалии до 19 лет, которая не смогла пробиться на чемпионат Европы 2009 года. В 2010 году страна прошла квалификацию на чемпионат, который проводился во Франции, где забил четыре гола в шести матчах, и попал в итоговый состав.
Алекс включён в состав сборной Португалии на молодёжный чемпионат мира по футболу 2011 года среди юношей до 20 лет. Сыграл во всех играх финального турнира, кроме игры против Колумбии. В итоге команда заняла второе место, уступив в финале команде Бразилии со счётом 3:2. Алекс забив в финале на 9 минуте матча.
За достижения на молодёжном чемпионате мира был отмечен государственной наградой, став Кавалером Ордена Инфанта дона Энрике.

## Достижения

### Клубные
Порту
- Кубок Португалии: победитель 2009/2010

### Международные
Португалия до 20 лет
- Молодёжный чемпионат мира: финал 2011